# Stretton Baskerville
Stretton Baskerville est un village médiéval déserté et une paroisse civile du Warwickshire, en Angleterre.
Stretton Baskerville partage un conseil paroissial avec la paroisse voisine de Burton Hastings. Stretton signifie « établissement sur une voie romaine » (du vieil anglais stræt et tun). Dans ce cas, la route est Watling Street.

## Localisation
Stretton Baskerville est la paroisse la plus au nord de la Hundred de Knightlow, qui est une petite étendue assez plate et ouverte à travers laquelle le ruisseau Harrow, le ruisseau Sketchley et d'autres petits ruisseaux serpentent jusqu'à la rivière Anker, qui forme sa direction sud-ouest. La limite de la paroisse civile est Watling Street (A5), au nord-est, qui la sépare de Hinckley dans le Leicestershire.

## Histoire
Stretton Baskerville avait la réputation d'être utilisé comme refuge par ceux qui s'étaient retrouvés sans abri ou sans emploi et qui parcouraient le pays à la recherche de travail et les hors-la-loi utilisaient souvent le village déserté comme cachette, comme le célèbre bandit Dick Turpin.
Eadric Cild (connu dans le Domesday Book sous le nom de « Edric salvage ») était un leader anglo-saxon des West Midlands qui a dirigé la résistance anglaise à la conquête normande. Il avait détenu librement le village avant la conquête de 1066.

## Galerie

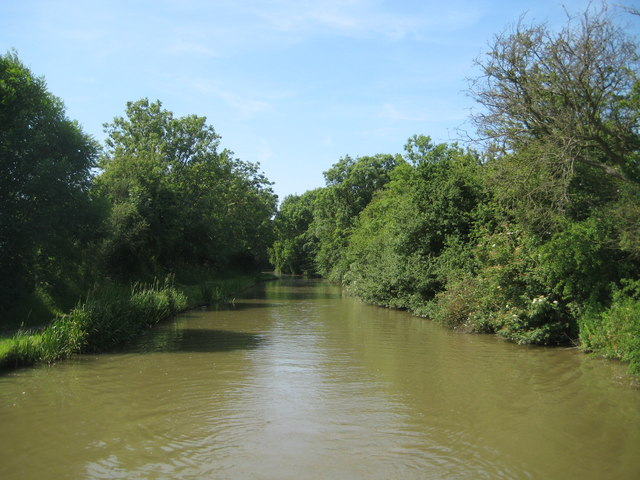
Ashby Canal.
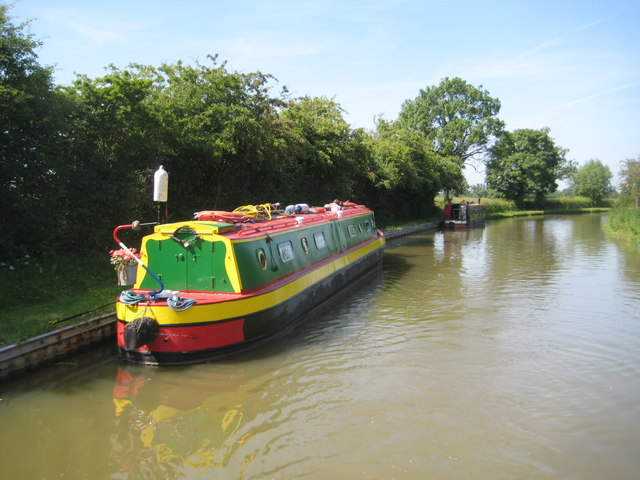
Ashby Canal.
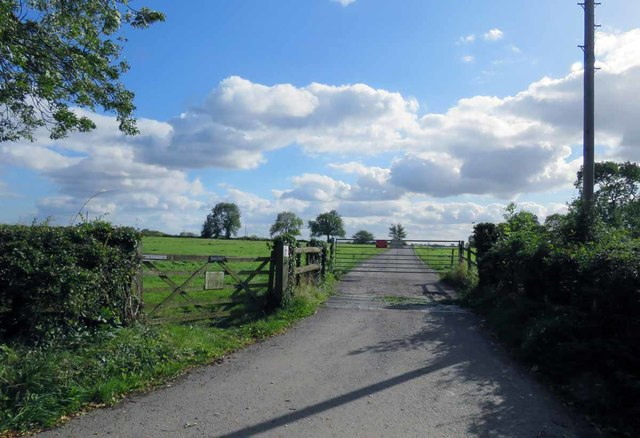
Entrée de l'allée de Stretton Fields Farm.